# Coitapo
Coitapo (auch: Kuitapo, Aikau) ist ein osttimoresischer Ort in der Aldeia Aidabaleten (Suco Aidabaleten, Verwaltungsamt Atabae, Gemeinde Bobonaro). Er liegt in einer Meereshöhe von 184 m.
Das Dorf Coitapo befindet sich im Süden der Aldeia. Hier stehen eine Grundschule und eine Kapelle.